# Чамараджа Водеяр II
Тиммараджа Водеяр (1463—1513) — махараджа Майсура (1478—1513).

## Биография
Был сыном махараджи Майсура Тиммараджи Водеяра I.
Наследовал своему отцу в 1478 году в возрасте 15 лет. Он правил княжеством в течение 35 лет, в течение которых Виджаянагар раздирали междоусобицы. Он участвовал вместе с другими раджами в восстании против Тулувы Нарасы, который усмирил их мятеж.
В последующие годы он не участвовал в междоусобицах и умер в 1513 году, ему наследовал сын Чамараджа Водеяр III.